# Cyanidioschyzon merolae

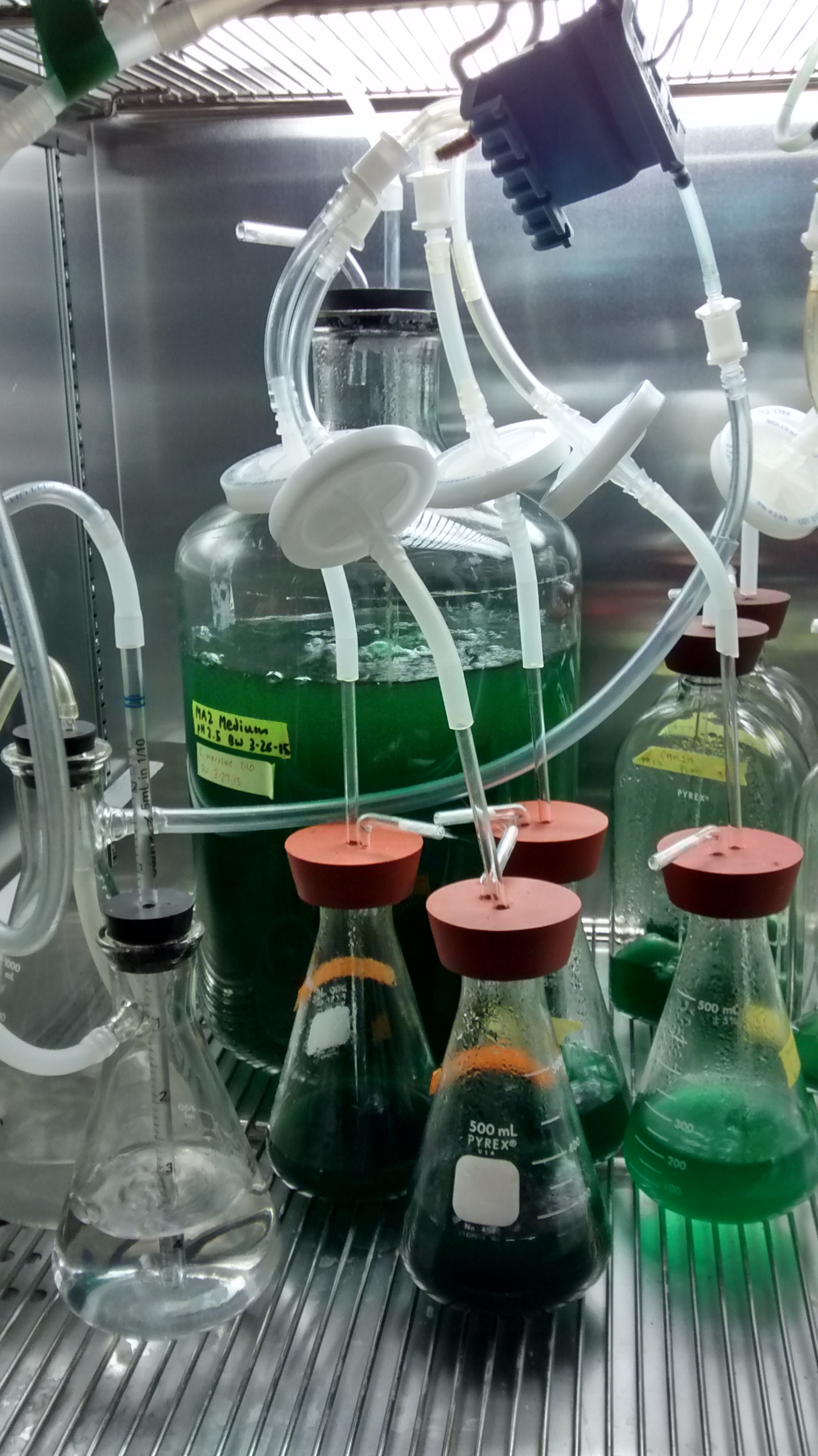
Cultivo de alga roja C. merolae en frascos y en una bombona de 10 litros. A pesar de estar clasificada como alga roja, C. merolae es de color azul-verde.

Cyanidioschyzon merolae es una pequeña (2µm) alga rodofita unicelular haploide, con forma de bastón, adaptada a fuentes calientes ácidas (pH 1,5, 45 °C) ricas en azufre. La arquitectura celular de C. merolae es extremadamente simple, ya que contiene un único plasto, una sola mitocondria y carece de vacuola o pared celular. Además, la división de la célula y de los orgánulos pueden estar sincronizadas. Por estas razones, C. merolae se considera un excelente sistema modelo para el estudio de los procesos de división celular y de los orgánulos, así como de la bioquímica y la biología estructural eucariota. El genoma de este microorganismo fue el primer genoma de algas en ser secuenciado, en 2004; su plastidio fue secuenciado en el año 2000 y 2003, y su mitocondria en 1998. Este organismo ha sido considerado el más simple de las células eucariotas por su organización celular minimalista.